# Ivane-Puste, Borșciv
Ivane-Puste (în ucraineană Іване-Пусте) este o comună în raionul Borșciv, regiunea Ternopil, Ucraina, formată numai din satul de reședință.

## Demografie
Componența lingvistică a comunei Ivane-Puste
     Ucraineană (99,5%)
     Alte limbi (0,5%)
Conform recensământului din 2001, majoritatea populației comunei Ivane-Puste era vorbitoare de ucraineană (99,5%), existând în minoritate și vorbitori de alte limbi.